# Coenagrion lanceolatum
Coenagrion lanceolatum là một loài chuồn chuồn kim trong họ Coenagrionidae.
Coenagrion lanceolatum được Selys miêu tả khoa học năm 1872.